# Joey Hand
Joey Hand, född 10 februari 1979 i Sacramento, Kalifornien, är en amerikansk racerförare.

## Racingkarriär
Hand började köra formelbil i slutet av 1990-talet och vann Star Mazda Championship 1999. Därifrån gick han vidare till Formula Palmer Audi och Atlantic Championship. År 2004 bytte han till sportvagnsracing och har kört Daytona Prototyper i Rolex Sports Car Series och GT-bilar i American Le Mans Series. Hand blev mästare i American Le Mans Series GT-klass 2011. Sedan säsongen 2012 är han fabriksförare för BMW i Deutsche Tourenwagen Masters.